# Повіт Йоїті
Пові́т Йої́ті (яп. 余市郡, よいちぐん, МФА: [jo.it͡ɕi guɴ]) — повіт в Японії, в окрузі Сірібесі префектури Хоккайдо.